# Dragu (rivière)
Le Dragu est une rivière de Roumanie, tributaire de l'Almaș et sous-affluent du Danube, par le Someș et la Tisza.